# Report Fuji Bamboo Garden
Report Fuji Bamboo Garden (abreviado Rep. Fuji Bamboo Gard.) es una revista con ilustraciones y descripciones botánicas que es editada por el Jardín de Bambú Fuji y publicado en Japón